# Matlagning
Matlagning, omvandling av livsmedelsråvaror till mat.
Ett viktigt moment i matlagning är tillredning, där maten utsätts för värme. Här finns bland andra metoderna kokning, förvällning, ångkokning, stekning, bakning, fritering och rökning. Det finns också kemiska tillredningsmetoder, som gravning och inläggning.
Vid matlagning är god hygien viktigt. Detta kan exempelvis inkludera att tvätta händerna, använda förkläde och kökssnibb samt att ha långt hår uppsatt.